# Gastrolepis
Gastrolepis là một chi thực vật có hoa trong họ Stemonuraceae.

## Loài
Chi Gastrolepis gồm các loài: